# Scottish Cup 1875-1876
La Scottish Cup 1875-1876 è stata la terza edizione della Scottish Cup. Il torneo fu vinto dal Queen's Park che prevalse per 2-0 sul Third Lanark nella finale, ottenendo il suo terzo trofeo consecutivo.

## Calendario della competizione
| Turni            | Date                        | Partite disputate | Club  | Nuove partecipanti |
| ---------------- | --------------------------- | ----------------- | ----- | ------------------ |
| Primo Turno      | 2/30 ottobre 1875           | 24 (19 giocate)   | 49→28 | 49                 |
| Secondo Turno    | 30 ottobre/13 novembre 1875 | 14 partite        | 28→14 | -                  |
| Terzo Turno      | 27 novembre 1875            | 7                 | 14→7  | -                  |
| Quarti di Finale | 18 dicembre 1875            | 3                 | 7→4   | -                  |
| Semifinale       | 8/22 gennaio 1876           | 2                 | 4→2   | -                  |
| Finale           | 11/18 marzo 1876            | 1                 | 2→1   | -                  |

## Primo Turno
| Squadra locale       | Punteggio                                       | Squadra ospite       | Data            |
| -------------------- | ----------------------------------------------- | -------------------- | --------------- |
| Partick              | 1-1                                             | West End             | 2 ottobre 1875  |
| Lennox               | 2-2                                             | Dumbarton            | 9 ottobre 1875  |
| 23rd Renfrew RV      | 0-0                                             | Sandyford            | 9 ottobre 1875  |
| Arthurlie            | 0-0                                             | Levern               | 9 ottobre 1875  |
| Kilmarnock           | 8-0                                             | Ayr Eglinton         | 9 ottobre 1875  |
| Heart of Midlothian  | 0-0                                             | 3rd Edinburgh RV     | 16 ottobre 1875 |
| Alclutha             | 0-1                                             | Renton               | 16 ottobre 1875 |
| Helensburgh          | 1-0                                             | Star Of Leven        | 16 ottobre 1875 |
| Clydesdale           | 1-0                                             | Eastern              | 16 ottobre 1875 |
| Third Lanark         | 2-0                                             | Havelock             | 16 ottobre 1875 |
| Towerhill            | 2-0                                             | Lancelot             | 16 ottobre 1875 |
| Northern             | 4-0                                             | Ramblers             | 16 ottobre 1875 |
| Queen's Park         | 3-0                                             | Alexandra Athletic   | 16 ottobre 1875 |
| St. Andrew's         | 3-0                                             | Telegraphists        | 16 ottobre 1875 |
| Rangers              | 7-0                                             | 1st Lanark RV        | 16 ottobre 1875 |
| Hamilton Academical  | 0-0                                             | Airdrie              | 16 ottobre 1875 |
| Drumpellier          | 0-0                                             | Barrhead             | 16 ottobre 1875 |
| Kilbirnie            | 1-0                                             | Ayr Thistle          | 16 ottobre 1875 |
| Caledonian           | 0-0                                             | Western              | 23 ottobre 1875 |
| Vale Of Leven Rovers | Qualificata per ritiro dell'avversaria          | Vale Of Leven        |                 |
| Renton Thistle       | Qualificata per ritiro dell'avversaria          | Queen's Park Juniors |                 |
| Dumbreck             | Qualificata per ritiro dell'avversaria          | Vale Of Leven Rovers |                 |
| Rovers               | Qualificata per ritiro dell'avversaria          | Oxford               |                 |
| Mauchline            | Qualificata per ritiro dell'avversaria          | Ardrossan            |                 |
| Edinburgh Thistle    | Qualificata automaticamente al turno successivo |                      |                 |

### Replay
| Squadra locale   | Punteggio | Squadra ospite      | Data            |
| ---------------- | --------- | ------------------- | --------------- |
| Dumbarton        | 1-0       | Lennox              | 16 ottobre 1875 |
| West End         | 1-1       | Partick             | 16 ottobre 1875 |
| Sandyford        | 0-0       | 23rd Renfrew RV     | 16 ottobre 1875 |
| Levern           | 4-0       | Arthurlie           | 16 ottobre 1875 |
| 3rd Edinburgh RV | 0-0       | Heart of Midlothian | 23 ottobre 1875 |
| Barrhead         | 0-1       | Drumpellier         | 23 ottobre 1875 |
| Airdrie          | 0-1       | Hamilton Academical | 23 ottobre 1875 |
| Western          | 3-0       | Caledonian          | 30 ottobre 1875 |

## Secondo Turno
| Squadra locale    | Punteggio | Squadra ospite       | Data             |
| ----------------- | --------- | -------------------- | ---------------- |
| Drumpellier       | 2-0       | Heart of Midlothian  | 30 ottobre 1875  |
| Third Lanark      | 0-1       | Rangers              | 30 ottobre 1875  |
| Edinburgh Thistle | 0-0       | 3rd Edinburgh RV     | 6 novembre 1875  |
| Kilbirnie         | 0-0       | Mauchline            | 6 novembre 1875  |
| Clydesdale        | 6-0       | Kilmarnock           | 6 novembre 1875  |
| Dumbreck          | 2-0       | St. Andrew's         | 6 novembre 1875  |
| Partick           | 2-0       | Towerhill            | 6 novembre 1875  |
| Queen's Park      | 5-0       | Northern             | 6 novembre 1875  |
| West End          | 0-6       | Rovers               | 6 novembre 1875  |
| Western           | 3-0       | Sandyford            | 6 novembre 1875  |
| Dumbarton         | 2-1       | Renton Thistle       | 6 novembre 1875  |
| Levern            | 3-0       | Hamilton Academical  | 13 novembre 1875 |
| Vale Of Leven     | 3-0       | Renton               | 13 novembre 1875 |
| Helensburgh       | 1-0       | 23rd Renfrewshire RV | 13 novembre 1875 |

### Replay
| Squadra locale   | Punteggio                              | Squadra ospite    | Data             |
| ---------------- | -------------------------------------- | ----------------- | ---------------- |
| 3rd Edinburgh RV | 1-0                                    | Edinburgh Thistle | 13 novembre 1875 |
| Rangers          | 1-2                                    | Third Lanark      | 13 novembre 1875 |
| Mauchline        | Qualificata per ritiro dell'avversaria | Kilbirnie         |                  |

## Terzo Turno
| Squadra locale | Punteggio | Squadra ospite   | Data             |
| -------------- | --------- | ---------------- | ---------------- |
| Dumbarton      | 5-1       | Drumpellier      | 27 novembre 1875 |
| Levern         | 0-3       | Third Lanark     | 27 novembre 1875 |
| Mauchline      | 0-6       | Vale Of Leven    | 27 novembre 1875 |
| Partick        | 0-5       | Dumbreck         | 27 novembre 1875 |
| Queen's Park   | 2-0       | Clydesdale       | 27 novembre 1875 |
| Rovers         | 4-0       | 3rd Edinburgh RV | 27 novembre 1875 |
| Western        | 2-0       | Helensburgh      | 27 novembre 1875 |

## Quarti di Finale
| Squadra locale | Punteggio                                       | Squadra ospite | Data             |
| -------------- | ----------------------------------------------- | -------------- | ---------------- |
| Queen's Park   | 2-0                                             | Dumbreck       | 18 dicembre 1875 |
| Vale Of Leven  | 2-0                                             | Rovers         | 18 dicembre 1875 |
| Third Lanark   | 5-0                                             | Western        | 18 dicembre 1875 |
| Dumbarton      | Qualificata automaticamente al turno successivo |                |                  |

## Semifinale
| Squadra locale | Punteggio | Squadra ospite | Data           |
| -------------- | --------- | -------------- | -------------- |
| Queen's Park   | 2-1       | Vale Of Leven  | 8 gennaio 1876 |
| Third Lanark   | 1-1       | Dumbarton      | 8 gennaio 1876 |

### Replay
| Squadra locale | Punteggio | Squadra ospite | Data            |
| -------------- | --------- | -------------- | --------------- |
| Dumbarton      | 1-1       | Third Lanark   | 15 gennaio 1876 |

### Secondo Replay
| Squadra locale | Punteggio | Squadra ospite | Data            |
| -------------- | --------- | -------------- | --------------- |
| Third Lanark   | 3-0       | Dumbarton      | 22 gennaio 1876 |

## Finale
| Arbitro: | A.S. McBride |

|                   |           |               |
| Thomas Highet 35’ | Marcatori | 2’ W. Drinnan |

### Replay
| Arbitro: | A.S. McBride |

|                       |           |  |
| Thomas Highet 15’ 46’ | Marcatori |  |